# مطالبات بیمه بیکاری
مطالبات اولیهٔ بیمهٔ بیکاری یک نقطه داده است که توسط وزارت کار ایالات متحده به عنوان بخشی از گزارش هفتگی مطالبات بیمهٔ بیکاری این وزارت صادر می‌شود. مطالبات اولیهٔ بیمهٔ بیکاری به ادعاهایی برای بیمهٔ بیکاری اشاره دارد که افراد بیکار در آژانس‌های بیکاری دولتی می‌کنند.
نباید این درخواست‌های اولیه را با تعداد افرادی که واقعاً بیمهٔ بیکاری دریافت می‌کنند، برابر دانست. اولاً، این ادعاها شامل مطالبات مستمر نمی‌شود - چراکه افرادی برای هفته‌های اضافی بیکاری و بیش از مطالبهٔ اولیه خود، درخواست بیمه می‌کنند. ثانیاً، همهٔ مدعیان واقعاً بیمهٔ بیکاری دریافت نمی‌کنند.
این گزارش پنجشنبهٔ هر هفته ساعت ۰۸:۳۰ به وقت شرقی منتشر می‌شود. داده‌های این گزارش از آژانس‌های بیکاری ایالتی جمع‌آوری شده است که اطلاعات را به دفتر بیمهٔ بیکاری وزارت کار گزارش می‌دهند.